# Astracantha insidiosa
Astracantha insidiosa là một loài thực vật có hoa trong họ Đậu. Loài này được (Boriss.) Podlech miêu tả khoa học đầu tiên.